# Football gaélique en France
Le Football gaélique est en France un sport mineur dont l'implantation a commencé à l'initiative de la communauté irlandaise résidant dans le pays. Le sport se développe tout d'abord en Bretagne ainsi qu'en région parisienne, puis, plus récemment dans plusieurs autres villes de l'hexagone comme Toulouse, Lyon, Niort, Clermont-Ferrand, Aix-en-Provence ou encore Lille. La gestion et le développement du football gaélique en France sont assurés par la Fédération française de football gaélique. Le principal club français est le Paris Gaels GAA qui est triple champion d'Europe continentale (hors Irlande et Grande-Bretagne).

## Historique
Le foot gaélique est apparu en France en 1994, lancé par des expatriés irlandais. Seul club pendant quelques années, le Paris Gaels GAA est rejoint en 1998 par le club de Rennes. En 2000, est créé le club du Gaelic Football Bro-Léon (Brest) qui devient le premier club européen à ne pas avoir été fondé par des membres irlandais.
Au cours des années 2000, le sport se développe et de nombreuses équipes se créent, principalement en Bretagne.
Une fédération ainsi que diverses compétitions sont peu à peu mises en place. 

## Structures

### Fédération
La Fédération française de football gaélique est une association créée en 2004, ayant pour but de promouvoir le football gaélique en France, ainsi que ses sports affinitaires (hurling en particulier).

### Ligues régionales
La Ligue bretonne de football gaélique est une association destinée à promouvoir et développer le football gaélique dans les 5 départements de la Bretagne historique (Côtes-d'Armor, Finistère, Ille-et-Vilaine, Loire-Atlantique et Morbihan).

## Clubs en France
- Paris Gaels GAA (Paris)
- Lugdunum CLG (Lyon)
- Clermont Gaelic Football club (Clermont-Ferrand)
- Lille Football Gaélique (Lille)

## Compétitions

### Championnat de France
La création du championnat de France résulte de la « régionalisation » de l'Euroligue, instaurée en 2006. 
La compétition est organisée de mars à juin chaque année, cette phase régionale France regroupe l'ensemble des clubs de France ainsi que Jersey et Guernesey, pour quatre tournois qualificatifs. 
Les deux premières équipes sont en effet qualifiées pour les phases finales Euroligue, et les autres équipes jouent le « Shield » (équivalent 2e division). Ce système est mis en place pour le football masculin seulement.
Palmarès :
- 2006 : Paris Gaels GAA ;
- 2007 : Paris Gaels GAA ;
- 2008 : Paris Gaels GAA ;
- 2009 : Paris Gaels GAA ;
- 2010 : Guernsey Gaels ;
- 2011 : Guernsey Gaels ;
- 2012 : Jersey Irish ;
- 2013 : Liffré ;
- 2014 : Paris Gaels GAA ;
- 2015 : Toulouse ;
- 2016 : Toulouse ;
- 2017 : Paris Gaels GAA ;
- 2018 : Paris Gaels GAA ;
- 2019 : Bordeaux Gaelic Football;
- 2023 :  Paris Gaels GAA.
- 2024 : Liffré

En 2010, le nombre de clubs participants a atteint un record avec la participation de 15 équipes. Les 4 manches furent organisées à Plougastel, Liffré, Guernesey et Paris. Guernesey remporte le championnat devant Paris et Saint-Malo.
En 2013, c'est le club du pays de Saint-Brieuc (Gaelic Football Bro Sant-Brieg) qui accueillit la finale, le 15 juin. L'Entente gaélique de Haute-Bretagne, de Liffré, remporte le championnat. Liffré est le premier club sacré champion de France a ne comporter dans son effectif aucun joueur irlandais.
En 2014, c'est le club de Clermont qui a accueilli la finale le 7 juin. Ce sont les Paris Gaels GAA qui l'emportent finalement devant les Bordelais et les Liffréens, remportant ainsi leur cinquième titre de champion de France, cinq ans après le précédent.
En 2020 et 2021, les finales n'ont pu avoir lieu pour cause des restrictions imposées par la crise sanitaire liée au covid 19.
En 2022, les finales prévues le 18 juin à Bordeaux sont annulées pour cause de canicule, la préfecture interdisant de ce fait toute manifestation sportive en extérieur.

### Championnat de Bretagne
Le championnat de Bretagne est une compétition annuelle qui réunit les clubs des cinq départements historiques de la Bretagne.

### Championnat fédéral
Le championnat fédéral est une compétition annuelle qui réunit l'ensemble des clubs de France hors Bretagne.

### Euroligue
L'Euroligue est une compétition européenne organisée par l'European County Board. Elle rassemble chaque année, au cours de quatre tournois, les meilleures formations de chaque région européenne.

## Équipe nationale
Les équipes de France masculines et féminines apparaissent pour la première fois à l'occasion des dix ans de la Fédération française de football gaélique le 15 novembre 2014. Les deux sélections se sont vues vaincre leur homologue italien au Stade Corbarieu de Toulouse,. Un seul match entre une équipe de France improvisée et une équipe irlandaise a eu lieu auparavant le 14 novembre 2004 à Colombes. Lors de championnat du monde 2016, La France est vice-championne du monde en s'inclinant en finale contre New York.